# Erysichton fatureus
Erysichton fatureus, även Jameela fatureus, är en fjärilsart som beskrevs av Johannes Karl Max Röber 1886. Erysichton fatureus ingår i släktet Erysichton och familjen juvelvingar. Inga underarter finns listade i Catalogue of Life.